# Metropolitana leggera
La metropolitana leggera è un mezzo di trasporto veloce di massa con le caratteristiche della metropolitana, ma con portata oraria inferiore.

## Descrizione
La norma UNI 8379-2000 definisce la metropolitana leggera come un «sistema di trasporto rapido di massa che mantiene le caratteristiche della metropolitana» classica, «ad eccezione della portata oraria, che risulta ridotta a causa della limitata capacità dei convogli». La norma (in Allegato B) fornisce alcuni parametri caratteristici per le metropolitane leggere:
- Portata potenziale minima per senso di marcia: 8000 passeggeri/ora
- Cadenza potenziale minima: 3 minuti
- Capacità di ogni convoglio: 400 persone
- Distanza media stazioni/fermate: 500 – 800 m
- Velocità commerciale minima: 25 km/h
- Lunghezza massima del convoglio: 80 m

La "capacità" dei convogli può scendere a 200 passeggeri nei sistemi con distanziamento di 90 secondi, per esempio metropolitana automatica integrale.
Tra le caratteristiche contemplate nel medesimo allegato, per le metropolitane è previsto l'incarrozzamento a raso.
La stessa norma considera questi parametri "puramente indicativi" e quindi «possono essere intesi come un utile strumento di riferimento per un linguaggio comune fra gli operatori del settore».
Si tratta in definitiva di un trasporto rapido di elevata capacità molto simile alla classica metropolitana, di cui conserva le caratteristiche di totale separazione o assenza di interferenza con altri sistemi di trasporto, la cui circolazione è regolata da segnali e sistemi di sicurezza, che tuttavia utilizza rotabili di dimensioni minori e di minore capacità oraria di trasporto di persone.
Caratteristiche dei tratti di metropolitana leggera sono anche il passaggio in galleria in aree fortemente urbanizzate e tratti sopraelevati per l'eliminazione d'incroci sullo stesso livello.
I rotabili ricevono l'energia motrice tramite trolley da linea elettrica o specie nei tratti in galleria da rotaie percorse da corrente.

### Tecnologia
Il materiale rotabile e di conseguenza le infrastrutture utilizzate per realizzare le reti metropolitane leggere sono molteplici:
- materiale rotabile ferroviario classico (soprattutto elettrotreni);
- materiale rotabile ferroviario su gomma (ad esempio la tecnologia VAL (trasporti));
- materiale rotabile automatico (ad esempio la tecnologia AnsaldoBreda);

Le tecnologie poi possono essere ibride. Ad esempio tutte le reti VAL sono anche automatiche.

## Altri termini e significati impropri
L'espressione metropolitana leggera viene talvolta usata impropriamente per indicare servizi ferroviari di tipo suburbano.
Alcuni sistemi, definiti "metropolitana leggera" essendo frutto del potenziamento di preesistenti linee tranviarie (mediante protezione della sede, asservimento semaforico, eliminazione degli incroci a raso, interramento di alcune tratte), presentano di conseguenza difformità dalla norma generale. Questi sistemi sono più precisamente delle metrotranvie.
Talvolta, per indicare i sistemi di metropolitana leggera, viene utilizzata l'espressione pre-metro, di derivazione francese. I sistemi pre-metro sono sistemi che utilizzano veicoli tranviari in linee metrotranviarie con tratti in galleria nelle zone centrali urbane. La locuzione "ferrovia metropolitana", spesso considerata un sinonimo, deriva invece dal tedesco Stadtbahn. Le Stadtbahn sono esercitate da vetture tranviarie. I sistemi pre-metro e i sistemi Stadtbahn non sono metropolitane leggere in senso proprio ma metrotranvie anche se, per il servizio svolto e per le capacità di trasporto, a volte sono sistemi intermedi tra metrotranvie e metropolitane leggere.

In inglese per differenziare i due servizi vengono usati i seguenti due termini: 
- medium capacity sistem o light metro per le metropolitane leggere in senso proprio;
- light rail per le linee tranviarie potenziate (metrotranvie).[5]

## Alcune metropolitane leggere europee

### Danimarca
- Metropolitana di Copenaghen

### Francia
- Metropolitana di Lilla
- Orlyval (Parigi)

### Germania
- Stadtbahn di Colonia

### Italia
- Metro San Raffaele di Milano[6]
- Metropolitana di Brescia[7]
- Metropolitana di Genova
- Linee M4 e M5 della metropolitana di Milano[8]
- Linea 6 della metropolitana di Napoli[9]
- Metropolitana di Torino
- MiniMetro di Perugia

### Regno Unito
- London DLR
- Metropolitana del Tyne and Wear

### Russia
- Linea Butovskaja della Metropolitana di Mosca